# Il-Gelmus
Il-Gelmus är en kulle i republiken Malta. Den ligger i kommunen Victoria, i den nordvästra delen av landet. Toppen på Il-Gelmus är 140 meter över havet. Il-Gelmus ligger på ön Gozo.
På kullen finns odlingsmark.